# زیردریایی یو-۲۵۴
زیردریایی یو-۲۵۴ (به انگلیسی: German submarine U-254) یک زیردریایی بود که طول آن ۶۷٫۱ متر (۲۲۰ فوت ۲ اینچ) بود. این زیردریایی در سال ۱۹۴۱ ساخته شد.